# الأنتيمور

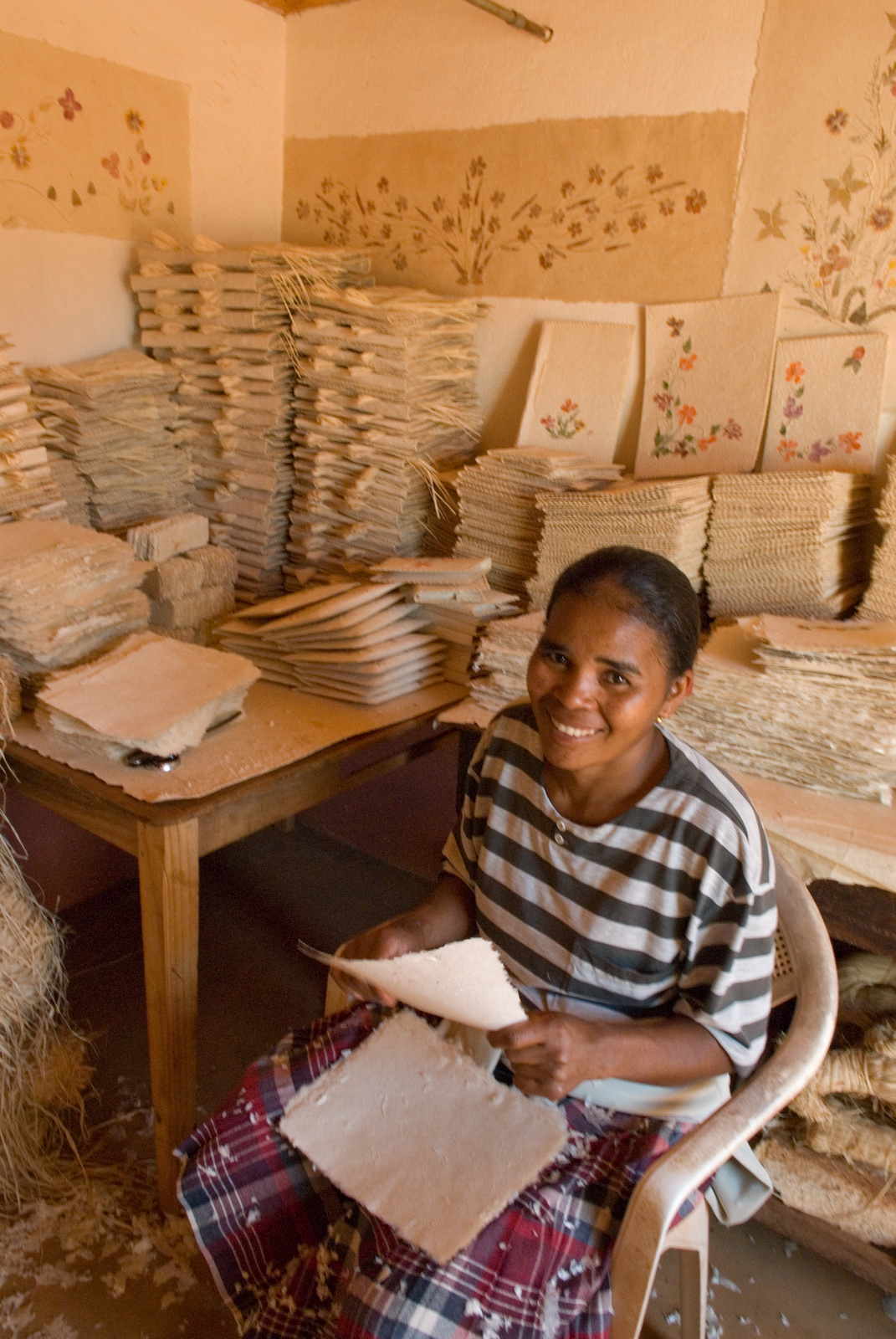

الأنتيمور أو الأنتايمور هم مجموعة عرقية من مدغشقر تعيش على الساحل الجنوبي الشرقي، غالبا بين مانكارا وفرفرغانا تقدر أعدادهم ب 427. 000 نسمة (حوالي3% من تعداد مدغشقر)، وكلمة الأنتيمور تعني «أهل الساحل» باللغة المالاغاشية.
تعيش قبيلة الأنتيمور Antaimoro الملاغاشية في مدغشقر على الساحل الجنوب الشرقي من نهر منانغارا ومدينة المسنغرونو حتى فرفرغانا أي على طول مائتين وخمسة وعشرين كيلومتراً، حيث يحدها من الشمال قبيلة بتسينيساركا ومن الشمال الغربي تحدها قبيلة بيتسيلو ومن الجنوب الغربي قبيلة تنالا. تتداخل الأساطير بالروايات الشفهية حول هجرة قبائل الأنتيمور لتقدِّم روايات تاريخية يشوبها شيء من الغموض، تقول الرواية التاريخية أن الجد الكبير لقبيلة الأنتيمور ويدعى راماكرارو أو في رواية أخرى علي الكرار قد جاء مع عائلته ليبدأ حياة جديدة في مدغشقر بسبب مشكلات سياسية بين قبائل الجزيرة العربية. تعد قبائل الأنتيمور نموذجاً من العرب والمسلمين الضائعين في إفريقيا مثلهم مثل قبيلة الغبرا في شمال كينيا والبورانا في جنوب إثيوبيا وبعض السكلافا في غرب مدغشقر والفارمبا في جنوب زيمبابوي.

## التاريخ
الأنتيمور مثلهم مثل أقربائهم المنتمون إلى جماعة الأنتانوسي العرقية، ينتمون غالباً إلى عرب مهاجرين استقروا في مدغشقر في القرن الرابع عشر.
من المحتمل أن مستقرهم الأول كان بالقرب من منابع نهر ماتيتانانا، طبقا لروايات الأنتيمور الشفهية فإن أباهم المؤسس كان اسمه راماكارارو (أو في رواية أخرى علي الكرار)، وهو سلطان من مدينة في الشمال تدعى «جدا» أو جدة، وهي قريبة من بلدة طيبة تدعى «مكا» أو مكة.
وحسبما ينقل عنهم الدكتور عبد الرحمن السميط أن في «مكة» رجل صالح اسمه «محمد»، ومن أجدادهم «راماكاري» أو (صاحب الفخامة أبو بكر)، و «راماأهي» (أو صاحب الفخامة عمر)، و «راأوسماني» (أو صاحب الفخامة عثمان)، وأمهم «رامونا» (أي صاحبة الفخامة أمينة).

## اللغة
يتحدث الأنتيمور لهجة من لهجات اللغة الملاغاشية، وهي فرع من عائلة اللغات الملايو-بولينيزية المشتقة من لغة الباريتو، المستخدمة في جنوب بورنيو.

## التقاليد
القبيلة من القبائل ذات الأصل العربي المسلم، فقدت هويتها وضاع منها دينها وتحولت إلى الوثنية، أصلها من مدينة جدة غرب شبه الجزيرة العربية هاجرت قبل 800 سنة إلى جنوب شرق مدغشقر، ولم يبق لها من الإسلام إلا تحريم أكل لحم الخنزير وكراهية الكلب وكتابة كتابهم المقدس بالحروف العربية ولكن بلغتهم.
كما يعتبرون يوم الجمعة يوماً مقدسا عندهم.
اشتهروا بين القبائل باشتغالهم بـ التنجيم، وبأن من أبناء القبيلة من يستطيع التنبؤ بالمستقبل عن طريق حركة القمر، ولذلك كانوا مستشارين لعدد من الملوك الملاغاشيين.
اشتهروا كذلك بكتابة لغتهم بالحروف العربي، ولهم كتاب مقدس مكتوب بالحروف العربية، ويكتب على نوع خاص من الورق يصنعونه محلياً يدعى ورق الأنتيمور، ومازال يتم تصنيعه حتى الآن.

## الدين والكتاب المقدس
كتابهم المقدس يطلقون عليه اسم السورابي أي الكتاب الكبير وهو يتجاوز العشرين جزئاً، حيث يكتبونه بالخط العربي القرآني وفيه بعض الآيات أو السور أحياناً لكن أخطاءه والتحريف الذي شابه قد عمّه بشكل كبير، فإلى جانب بعض الآيات هناك طلاسم من السحر والشعوذة، يكتب الأنتيموريون كتابهم المقدس على ورق يصنعونه بأيديهم من أشجار معينة يطبخونها حتى تصبح عجينة ثم يفرشونها ويتركونها تجف رافضين كتابته على أي ورق مستورد وهم إلى جانب ذلك يكرهون تربية الخنازير أو الكلاب ويصرون على الذبح الحلال. للموتى قدسية كبيرة قد تبلغ مرتبة التوسل بهم والدخول إلى مثل هذه المقبرة التاريخية يتطلب من الزائر خلع نعليه، طبعاً بعد قراءة الأدعية والمأثورات الخاصة بهم.

## مجهودات الدكتور عبد الرحمن السميط
قرر السميط أن يعيش بينهم في منطقة نائية في مدغشقر ينعدم فيها كثير من الخدمات، لمساعدتهم على العودة إلى دينهم واستعادة هويتهم، عددهم نصف مليون وهم بحاجة إلى جهود كبيرة وأموال كثيرة، خاصة وأن الكنيسة بدأت العمل بينهم منذ 110 سنوات، وقد وضع خطة لنشر الإسلام بينهم لمدة 25 سنة وهو بصدد جمع مبلغ 50 مليون ريال وقفاً على المسلمين الضائعين من أمثالهم. ومن ريع هذا المبلغ سوف ينفق على رواتب الدعاة والقوافل والدورات الدعوية وكفالة الطلبة في المدارس والجامعات والأيتام وحفر الآبار وتنمية المنطقة دعوياً وتعليمياً واقتصادياً وصحياً.

## وصلات خارجية
- فيديو: تعرف على قبائل الأنتيمور ودعوة عبد الرحمن السميط على يوتيوب